# パウル・アンブロッシ
パウル・アンブロッシ（Vicente Paul Ambrosi Zambrano、1980年10月14日 - ）は、エクアドルの元サッカー選手。元エクアドル代表。ポジションはディフェンダー。

## 経歴
2003年8月に親善試合でエクアドル代表デビュー。コパ・アメリカ2004や2006 FIFAワールドカップにも出場した。2009年までに通算35試合に出場した。

## 代表歴

### 出場大会
- エクアドル代表
  - 2006 FIFAワールドカップ

### 試合数
- 国際Aマッチ 35試合 0得点（2003年-2009年）[1]

| エクアドル代表 | 国際Aマッチ | 国際Aマッチ |
| 年             | 出場        | 得点        |
| -------------- | ----------- | ----------- |
| 2003           | 2           | 0           |
| 2004           | 7           | 0           |
| 2005           | 12          | 0           |
| 2006           | 6           | 0           |
| 2007           | 4           | 0           |
| 2008           | 2           | 0           |
| 2009           | 2           | 0           |
| 通算           | 35          | 0           |